# 마이크 던리비
마이크 던리비(Michael Dunleavy, 1961년 5월 5일 ~ )은 미국의 정치인으로 제12대 알래스카주 주지사이다.

## 학력
- 미저리 코디아 대학교 인문사회 학사
- 알래스카 대학교 교육학 석사

## 경력
- 2013.01 ~ 2018.01 알래스카주 상원의원
- 2018.12 ~ 2026.12 제12대 알래스카 주지사

## 역대 선거 결과
| 선거명      | 직책명                    | 대수 | 정당   | 득표율 | 득표수    | 결과 | 당락                 |
| ----------- | ------------------------- | ---- | ------ | ------ | --------- | ---- | -------------------- |
| 2012년 선거 | 상원의원 (알래스카 제D구) | 28대 | 공화당 | 94.25% | 11,727표  | 1위  | 알래스카 주의원 당선 |
| 2014년 선거 | 상원의원 (알래스카 제E구) | 29대 | 공화당 | 64.65% | 9,058표   | 1위  | 알래스카 주의원 당선 |
| 2018년 선거 | 알래스카 주지사           | 12대 | 공화당 | 51.44% | 145,631표 | 1위  | 알래스카 주지사 당선 |
| 2022년 선거 | 알래스카 주지사           | 12대 | 공화당 | 50.29% | 132,632표 | 1위  | 알래스카 주지사 당선 |